# Ophiophyllum marginatum
Ophiophyllum marginatum is een slangster uit de familie Ophiuridae.
De wetenschappelijke naam van de soort werd in 1916 gepubliceerd door Austin Hobart Clark.